# Lameschmühle (Luksemburg)
Lameschmühle (lb. Lameschmillen) – mała miejscowość (lieu-dit) w północnym Luksemburgu, w kantonie Wiltz, w gminie Wiltz. Do 3 października 2015 miejscowość leżała w dystrykcie Diekirch.